# Campionato Europeo Velocità 2016

## Stagione
Quella del 2016 è la trentaseiesima edizione del Campionato Europeo Velocità. In quest'annata si svolgono due campionati che assegnano il titolo continentale, entrambi organizzati e disputati nel contesto del Campeonato de España de Velocidadː la classe Moto2 e la Superbike. La stagione ha inizio nel fine settimana del 15/17 aprile presso il Circuito di Valencia e termina, presso il medesimo circuito, il 20 novembre. Entrambi i campionati si disputano su un totale di undici prove sebbene con un calendario asimmetricoː in alcuni casi la Moto2 disputa un'unica prova e la Superbike due, in altri casi viceversa. I circuiti che ospitano le prove si trovano tutti nella penisola iberica, nella fattispecie cinque in Spagna e uno in Portogallo a Portimão. 
Nella Moto2 il titolo va al sudafricano Steven Odendaal, in sella ad una Kalex del team AGR. Odendaal, con sei vittorie e nove piazzamenti a podio complessivi in stagione, sopravanza di oltre quaranta punti il compagno di marca Tetsuta Nagashima, del team Ajo Motorsport, vincitore della gara finale a Valencia. Terzo posto per il francese Alan Techer, su NTS, a pari punti e piazzamenti con Nagashima. Tra i costruttori prevale Kalex che ottiene nove vittorie nelle undici gare previste. Contestualmente alla categoria di cui sopra, scendono in pista piloti alla guida di motociclette derivate dalla serie (nella fattispecie di questa stagione Yamaha, Honda e Kawasaki) che, oltre ad ottenere punti se classificatisi nei primi quindici, prendono parte ad una classifica a parte denominata Stock600. Il portoghese Ivo Lopes, su Kawasaki, ottiene il titolo della Stock600 con cinque vittorie e un margine di 29 punti su Thibaud Gourin (Yamaha).
Il titolo Superbike, per la seconda volta consecutiva, va a Carmelo Morales del Team Yamaha Laglisse. Morales, dopo essersi ritirato nella gara inaugurale di Valencia, sale sul podio in tutte le restanti prove vincendone otto, e chiude il campionato con ventidue punti di vantaggio sul cileno Maximilian Scheib. Scheib, che gareggia con il Targobank Easyrace SBK Team in sella ad una BMW S1000RR, vince nelle tre occasioni in cui non si impone Morales e ottiene lo stesso numero di piazzamenti a podio dello spagnolo. Terzo posto, più staccato in termine di punti, per Alejandro Medina (Leopard Yamaha Stratos) che conquista cinque piazzamenti a podio. Il titolo costruttori va a Yamaha con otto vittorie e tre secondi posti complessivi. Seconda BMW, vincente in tre occasioni con Scheib, a poco meno di quaranta punti dalla vetta; più staccate le altre case costruttrici.

## Calendario
| Data                   | Nazione o Regione   | Circuito  | Moto2             | Moto2             | Superbike         | Superbike         |
| Data                   | Nazione o Regione   | Circuito  | Giro più veloce   | Vincitore Gara    | Giro più veloce   | Vincitore Gara    |
| ---------------------- | ------------------- | --------- | ----------------- | ----------------- | ----------------- | ----------------- |
| 15-17 aprile           | Comunità Valenciana | Valencia  | Eric Granado      | Eric Granado      | Carmelo Morales   | Maximilian Scheib |
| 15-17 aprile           | Comunità Valenciana | Valencia  | Steven Odendaal   | Steven Odendaal   | Carmelo Morales   | Maximilian Scheib |
| 27-29 maggio           | Aragona             | Aragón    | Alan Techer       | Steven Odendaal   | Maximilian Scheib | Carmelo Morales   |
| 27-29 maggio           | Aragona             | Aragón    | Tetsuta Nagashima | Steven Odendaal   | Carmelo Morales   | Carmelo Morales   |
| 10-12 giugno           | Catalogna           | Barcelona | Remy Gardner      | Ricard Cardús     | Maximilian Scheib | Carmelo Morales   |
| 10-12 giugno           | Catalogna           | Barcelona | Ricard Cardús     | Remy Gardner      | Maximilian Scheib | Carmelo Morales   |
| 1-3 luglio             | Castiglia-La Mancia | Albacete  | Tetsuta Nagashima | Steven Odendaal   | Maximilian Scheib | Maximilian Scheib |
| 1-3 luglio             | Castiglia-La Mancia | Albacete  | Tetsuta Nagashima | Steven Odendaal   | Carmelo Morales   | Carmelo Morales   |
| 26-28 agosto           | Portogallo          | Algarve   | Steven Odendaal   | Steven Odendaal   | Carmelo Morales   | Carmelo Morales   |
| 26-28 agosto           | Portogallo          | Algarve   | Tetsuta Nagashima | Steven Odendaal   | Carmelo Morales   | Carmelo Morales   |
| 30 settembre-2 ottobre | Andalusia           | Jerez     | Tetsuta Nagashima | Alan Techer       | Carmelo Morales   | Carmelo Morales   |
| 30 settembre-2 ottobre | Andalusia           | Jerez     | Tetsuta Nagashima | Alan Techer       | Maximilian Scheib | Carmelo Morales   |
| 18-20 novembre         | Comunità Valenciana | Valencia  | Alan Techer       | Tetsuta Nagashima | Maximilian Scheib | Maximilian Scheib |

## Piloti Partecipanti

### CEV Moto2
| Nº | Pilota                    | Squadra                      | Motocicletta       |
| -- | ------------------------- | ---------------------------- | ------------------ |
| 2  | Ana Carrasco              | MR Griful                    | MVR                |
| 2  | Ana Carrasco              | Cruciani Racing              | Suter MMX2         |
| 3  | Lukas Tulovic             | Team Ciatti                  | Kalex Moto2        |
| 4  | Giullaume Raymond         | Ecurie Berga                 | FTR M211           |
| 6  | Michael Acquino           | Team Stratos                 | Ariane             |
| 7  | Iker Lecuona              | Race Experience              | Kalex Moto2        |
| 8  | Thibaut Bertin            | Ecurie Berga                 | Suter MMX2         |
| 9  | Borja Quero               | SAG-MA MS                    | Yamaha YZF-R6      |
| 10 | Thibaut Gourin            | Race Experience              | Yamaha YZF-R6      |
| 12 | Ali Adriansyah Rusmiputro | Team Ciatti                  | Kalex Moto2        |
| 13 | Anthony West              | Fritze Tuning                | FTR M211           |
| 15 | Thomas Sigvartsen         | Team Nobby H43 Talasur       | H43                |
| 15 | Thomas Sigvartsen         | Team Nobby H43 Talasur       | Kalex Moto2        |
| 16 | Gabriele Ruiu             | Targobank CNS Motorsport     | Tech 3 Mistral 610 |
| 17 | Sena Yamaha               | Team Nobby H43 Honda         | H43                |
| 18 | Xavier Cardelús           | Promo Racing Team            | Kalex Moto2        |
| 19 | Paul Dufour               | Jeg Racing                   | Yamaha YZF-R6      |
| 20 | Dimas Ekky Pratama        | Astra Honda Racing Team      | Kalex Moto2        |
| 22 | Federico Fuligni          | Team Ciatti                  | Kalex Moto2        |
| 24 | Alexis Gonzalez           | Totpla T.VSextreme           | Kawasaki ZX-6R     |
| 24 | Ángel Poyatos             | Cruciani Racing              | Suter MMX2         |
| 27 | Diego Carbó               | Team Stratos                 | Yamaha YZF-R6      |
| 32 | Max Enderlein             | Stratos DVRacing             | Kalex Moto2        |
| 33 | Jeremy Bernet             | Team Stratos                 | Ariane             |
| 34 | Xavier Pinsach            | Targobank CNS Motorsport     | Tech 3 Mistral 610 |
| 36 | Jayson Uribe              | AGR Team                     | Kalex Moto2        |
| 37 | Anton Eremin              | DMC                          | Yamaha YZF-R6      |
| 37 | Augusto Fernández         | Targobank CNS Motorsport     | Tech 3 Mistral 610 |
| 39 | Federico Menozzi          | Bierreti                     | Kalex Moto2        |
| 41 | Taiga Hada                | Martial García               | NTS NH6            |
| 43 | Manou Antweiler           | Team Nobby H43 Talasur       | H43                |
| 44 | Steven Odendaal           | AGR Team                     | Kalex Moto2        |
| 45 | Tetsuta Nagashima         | Ajo Motorsport Academy       | Kalex Moto2        |
| 46 | Marcel Brenner            | Team Nobby H43 Talasur       | H43                |
| 46 | Marcel Brenner            | Team Nobby H43 Talasur       | Kalex Moto2        |
| 47 | Paul Curran               | PCR Performance / CNC Routin | Speed Up SF16      |
| 48 | Ricard Cardús             | Promoto Sport                | Transfiormers      |
| 50 | Rafid Topan Sucipto       | Chronos Corse                | Honda CBR600RR     |
| 50 | Rafid Topan Sucipto       | Team Tack                    | Kawasaki ZX-6R     |
| 51 | Eric Granado              | Promo Racing Team            | Kalex Moto2        |
| 56 | Thomas Gradinger          | Cofain Racing Team           | FTR M211           |
| 57 | Adrián Menchén            | Fauss Racing                 | Yamaha YZF-R6      |
| 61 | Alexey Ivanov             | DMC                          | Yamaha YZF-R6      |
| 67 | Roman Fischer             | Pinamoto RS                  | Kawasaki ZX-6R     |
| 69 | Louis Rossi               | Promoto Sport                | Transfiormers      |
| 69 | Louis Rossi               | MR Griful                    | MVR                |
| 71 | Pontus Duerlund           | Team Ogeborn Motorsport      | Kalex Moto2        |
| 73 | Jacopo Cretaro            | Champi-Midden                | Yamaha YZF-R6      |
| 75 | Ivo Lopes                 | Oneundret Racing Team        | Kawasaki ZX-6R     |
| 76 | Samuele Cavalieri         | Team Stylobike               | Kalex Moto2        |
| 77 | Miquel Pons               | Team Nobby H43 Talasur       | Yamaha YZF-R6      |
| 80 | Sebastien Fraga           | TCP Racing                   | Yamaha YZF-R6      |
| 81 | Alex Bernardi             | Cruciani Racing              | Suter MMX2         |
| 87 | Remy Gardner              | Race Experience              | Kalex Moto2        |
| 89 | Alan Techer               | NTS T-Pro                    | NTS NH6            |
| 93 | Radman Rosli              | AHM Petronas Motorsport      | Kalex Moto2        |
| 96 | David Sanchis             | Bullit Motocycles            | MIR Racing         |

| Legenda            |
| ------------------ |
| Pilota wildcard    |
| Pilota sostitutivo |

### CEV Superbike
| Nº | Pilota                  | Squadra                      | Motocicletta     |
| -- | ----------------------- | ---------------------------- | ---------------- |
| 3  | Fabrizio Perotti        | Team Speed Racing            | Kawasaki ZX-10R  |
| 5  | Eeki Kuparinen          | Motomarket Racing            | Kawasaki ZX-10R  |
| 7  | Maximilian Scheib       | Targobank Easyrace SBK Team  | BMW S1000RR      |
| 8  | Mike Booth              | D. Tomlinson                 | BMW S1000RR      |
| 10 | Benjamin Colliaux       | Team CMS Yamaha              | Yamaha YZF-R1    |
| 12 | Guillermo Llano         | Leopard Yamaha Stratos       | Yamaha YZF-R1    |
| 15 | Mathieu Dumas           | Team CMS Yamaha              | Yamaha YZF-R1    |
| 16 | Oscar Sanchis           | CRT Motorsport               | Yamaha YZF-R6    |
| 17 | Thierry Mulot           | Jeg Ducati MO                | Ducati Panigale  |
| 18 | Lucas De Ulacia         | Kawasaki Palmeto PL Racing   | Kawasaki ZX-10R  |
| 19 | Ryan Gibson             | G.A. Racing                  | Yamaha YZF-R1    |
| 23 | Adrian Bonastre         | Proelit DR7                  | BMW S1000RR      |
| 25 | Robero Blazquez         | ARC Competicion              | BMW S1000RR      |
| 30 | Rob McNealy             | McNealy Brown                | BMW S1000RR      |
| 31 | Carmelo Morales         | Yamaha Laglisse              | Yamaha YZF-R1    |
| 35 | Rafid Topan Sucipto     | Oneundret Racing Team        | Kawasaki ZX-10R  |
| 39 | Marcos Solorza          | Targobank Easyrace SBK Team  | BMW S1000RR      |
| 43 | Chris Cotton Russell    | Jeg Racing                   | Suzuki GSX-R1000 |
| 46 | Pierre Texier           | Tex Racing                   | Kawasaki ZX-10R  |
| 48 | Ash Beech               | Jones D. Orling Racing       | BMW S1000RR      |
| 47 | Ángel Rodríguez         | Kawasaki Palmeto PL Racing   | Kawasaki ZX-10R  |
| 50 | Ricardo Lopes           | RL Performance 58            | Kawasaki ZX-10R  |
| 51 | Santiago Barragán       | Targobank Easyrace SBK Team  | BMW S1000RR      |
| 55 | Alejandro Moedina       | Leopard Yamaha Stratos       | Yamaha YZF-R1    |
| 57 | Alex Schacht            | EAB Racing Team by Schacht   | Ducati Panigale  |
| 58 | Michael Møller Pedersen | Chronos Course - TMP Racing  | Aprilia RSV4     |
| 64 | Marc Lopez              | D.C.R. Racing Servece        |                  |
| 65 | Ole Bjørn Plassen       | Plassen Roadracing Team      | Ducati Panigale  |
| 66 | Philippe Le Gallo       | Yamaha Laglisse              | Yamaha YZF-R1    |
| 69 | David McFadden          | Team Tack                    | Kawasaki ZX-10R  |
| 72 | Anthony Delhalle        | Jeg Racing                   | Suzuki GSX-R1000 |
| 75 | Mika Höglund            | Leopard Yamaha Stratos       | Yamaha YZF-R1    |
| 76 | Valter Patronen         | Motomarket Racing            | BMW S1000RR      |
| 80 | Eric Morillas           | RTM / Jacomoto Azmer         | Yamaha YZF-R1    |
| 84 | Diego Pierluigi         | Quixote Yamalube / Km Xtra   | Yamaha YZF-R1    |
| 88 | Juan Luis Ortiz         | SR Team                      | Kawasaki ZX-10R  |
| 89 | Alex Maurin             | Team CMS Yamaha              | Yamaha YZF-R1    |
| 90 | Javier Alviz            | Speed Racing - Andalucia CRT | Kawasaki ZX-10R  |
| 91 | Thiago Megalhães        | Oneundret Racing Team        | Kawasaki ZX-10R  |
| 94 | Naomichi Uramoto        | Jeg Racing                   | Suzuki GSX-R1000 |
| 95 | Christophe Ponsson      | GIL Motor Sports             | Yamaha YZF-R1    |
| 96 | Piers Hutchins          | HM Diablo 666                | BMW S1000RR      |
| 99 | Pedro Rodríguez         | Proelit DR7                  | BMW S1000RR      |

| Legenda            |
| ------------------ |
| Pilota wildcard    |
| Pilota sostitutivo |

## Classifiche

### CEV Moto2

#### Piloti
| Pos. | Pilota                    | Moto                | Comunità Valenciana (bandiera) | Comunità Valenciana (bandiera) | Aragona (bandiera) | Aragona (bandiera) | Catalogna (bandiera) | Catalogna (bandiera) | Spagna (bandiera) | Portogallo (bandiera) | Portogallo (bandiera) | Andalusia (bandiera) | Comunità Valenciana (bandiera) | P.ti |
| ---- | ------------------------- | ------------------- | ------------------------------ | ------------------------------ | ------------------ | ------------------ | -------------------- | -------------------- | ----------------- | --------------------- | --------------------- | -------------------- | ------------------------------ | ---- |
| 1    | Steven Odendaal           | Kalex               | 2                              | 1                              | 1                  | 1                  | Rit                  | 3                    | 1                 | 1                     | 1                     | 2                    | Rit                            | 206  |
| 2    | Tetsuta Nagashima         | Kalex               | Rit                            | NP                             | 2                  | 3                  | 3                    | 4                    | 2                 | 2                     | 3                     | 3                    | 1                              | 162  |
| 3    | Alan Techer               | NTS                 | 3                              | 2                              | 3                  | 2                  | Rit                  | NP                   | 3                 | 3                     | 2                     | 1                    | 4                              | 162  |
| 4    | Eric Granado              | Kalex               | 1                              | Rit                            | Rit                | 6                  | 2                    | 5                    | 4                 | 6                     | 6                     | 6                    | 2                              | 129  |
| 5    | Augusto Fernández         | Tech 3              |                                |                                | 4                  | 4                  | 4                    | 7                    | Rit               | 4                     | 4                     | 4                    | 5                              | 98   |
| 6    | Iker Lecuona              | Kalex               |                                |                                | 7                  | 7                  | 5                    | 6                    | 5                 | 7                     | 5                     | 7                    | 16                             | 79   |
| 7    | Dimas Ekki Pratama        | Kalex               | Rit                            | 15                             | 6                  | 9                  | Rit                  | 8                    | 6                 | 5                     | 8                     | 5                    | Rit                            | 66   |
| 8    | Xavier Cardelús           | Kalex               | 9                              | 4                              | 10                 | NP                 | Rit                  | 9                    | 10                | 11                    | 10                    | 12                   | 7                              | 63   |
| 9    | Ricard Cardús             | Transfiormers       |                                |                                |                    |                    | 1                    | 2                    |                   |                       |                       |                      | 3                              | 61   |
| 10   | Samuele Cavalieri         | Kalex               | 5                              | 14                             | 5                  | 12                 | 10                   | 13                   | Rit               | 8                     | 7                     | Rit                  | 11                             | 59   |
| 11   | Jayson Uribe              | Kalex               | 14                             | 7                              | 9                  | 11                 | 7                    | 11                   | Rit               | Rit                   | NP                    | 11                   | 8                              | 50   |
| 12   | Thibaut Bertin            | Suter               | 8                              | 5                              | 8                  | 10                 | Rit                  | 12                   | 7                 |                       |                       |                      |                                | 46   |
| 13   | Gabriele Ruiu             | Tech 3              | 12                             | 9                              | Rit                | 13                 | 6                    | 10                   | 11                | 13                    | 14                    | 10                   | Rit                            | 46   |
| 14   | Radman Rosli              | Kalex               | Rit                            | 11                             | 13                 | 17                 | NP                   | NP                   | 9                 | 9                     | 9                     | 9                    | 10                             | 42   |
| 15   | Federico Fuligni          | Kalex               | 4                              | 3                              |                    |                    |                      |                      |                   | 14                    | Rit                   | Rit                  | 6                              | 41   |
| 16   | Remy Gardner              | Kalex               | Rit                            | 13                             | Rit                | 5                  | Rit                  | 1                    |                   |                       |                       |                      |                                | 39   |
| 17   | Thomas Sigvarsten         | H43 e Kalex         | 7                              | 6                              | Rit                | 15                 | 11                   | 15                   | 17                | 15                    | 12                    | 17                   | 15                             | 32   |
| 18   | Sena Yamada               | Kalex               | 15                             | Rit                            | 11                 | 8                  | 8                    | 14                   | 8                 | 20                    | Rit                   | Rit                  |                                | 32   |
| 19   | Max Enderlein             | Kalex               | 10                             | 10                             | 23                 | 16                 | 9                    | 17                   | 13                | 12                    | 17                    | Rit                  | 20                             | 26   |
| 20   | Marcel Brenner            | H43 e Kalex         | 16                             | 17                             | 15                 | 18                 | Rit                  | 16                   | 14                | 10                    | 11                    | 8                    | 17                             | 22   |
| 21   | Davis Sanchis             | Mir Racing          | 13                             | 8                              | 18                 | Rit                | 13                   | 18                   | 12                | 17                    | Rit                   | Rit                  | 14                             | 20   |
| 22   | Louis Rossi               | Transfiormers e MVR | 6                              | 16                             |                    |                    |                      |                      |                   |                       |                       | 14                   |                                | 12   |
| 23   | Lukas Tulovic             | FTR e Kalex         | 17                             | Rit                            | 19                 | 21                 | 17                   | Rit                  | 24                | 22                    | 19                    | 13                   | 9                              | 10   |
| 24   | Pontus Duerlund           | Kalex               | 11                             | 20                             | 17                 | NP                 | 12                   | Rit                  | 16                | Rit                   | 18                    | 20                   | Rit                            | 9    |
| 25   | Ángel Poyatos             | Suter               |                                |                                |                    |                    |                      |                      |                   | 16                    | 13                    | 15                   | 13                             | 7    |
| 26   | Thomas Gradinger          | FTR                 | Rit                            | NP                             | 12                 | 14                 |                      |                      |                   |                       |                       |                      |                                | 6    |
| 27   | Taiga Hada                | NTS                 |                                |                                |                    |                    |                      |                      |                   |                       |                       |                      | 12                             | 4    |
| 28   | Jacopo Cretaro            | Yamaha              | 18                             | 12                             | 16                 | NP                 |                      |                      |                   |                       |                       | 19                   |                                | 4    |
| 29   | Ivo Lopes                 | Kawasaki            | 21                             | 18                             | 14                 | 19                 | Rit                  | 22                   | 25                | 18                    | 15                    | 16                   | NP                             | 4    |
| 30   | Rafid Topan Sucipto       | Honda e Kawasaki    |                                |                                |                    |                    | 14                   | 20                   | 18                | 21                    | Rit                   |                      |                                | 2    |
| 31   | Anthony West              | FTR                 |                                |                                |                    |                    | Rit                  | 19                   | 15                |                       |                       |                      |                                | 1    |
| 32   | Thibaut Gourin            | Yamaha              | Rit                            | 19                             | 22                 | NP                 | 15                   | 21                   | 21                | 23                    | 16                    | 18                   | 24                             | 1    |
| NC   | Paul Dofour               | Yamaha              |                                |                                |                    |                    | 16                   | 24                   |                   |                       |                       |                      | Rit                            | 0    |
| -    | Borja Quero               | Yamaha              |                                |                                |                    |                    |                      |                      |                   |                       |                       |                      | 18                             | 0    |
| -    | Ana Carrasco              | MVR e Suter         | SQ                             | 23                             | 20                 | 20                 | 18                   | 23                   | 23                |                       |                       | 21                   | 23                             | 0    |
| -    | Adrián Menchén            | Yamaha              |                                |                                |                    |                    |                      |                      |                   |                       |                       |                      | 19                             | 0    |
| -    | Guillaume Raymond         | FTR                 |                                |                                | 21                 | 22                 | 21                   | Rit                  | 20                | 19                    | Rit                   | 23                   | Rit                            | 0    |
| -    | Alex Bernardi             | Suter               | 23                             | Rit                            | NP                 | 23                 | 19                   | 25                   | 19                |                       |                       |                      |                                | 0    |
| -    | Alexey Ivanov             | Yamaha              | 19                             | 22                             |                    |                    |                      |                      |                   |                       |                       |                      |                                | 0    |
| -    | Roman Fischer             | Kawasaki            |                                |                                |                    |                    |                      |                      |                   | Rit                   | 20                    |                      |                                | 0    |
| -    | Michael Acquino           | Ariane              | 22                             | 21                             | Rit                | NP                 | 20                   | 26                   |                   |                       |                       |                      |                                | 0    |
| -    | Alexis González           | Kawasaki            | 20                             | NP                             |                    |                    | 22                   | Rit                  |                   |                       |                       |                      |                                | 0    |
| -    | Miquel Pons               | Kawasaki            |                                |                                |                    |                    |                      |                      |                   |                       |                       |                      | 21                             | 0    |
| -    | Ali Adriansyah Rusmiputro | Kalex               |                                |                                |                    |                    |                      |                      | 22                |                       |                       |                      | 22                             | 0    |
| -    | Jeremy Bernet             | Ariane              |                                |                                |                    |                    |                      |                      |                   |                       |                       | 22                   | Rit                            | 0    |
| -    | Anton Eremin              | Yamaha              | Rit                            | 24                             |                    |                    |                      |                      |                   |                       |                       |                      |                                | 0    |
| -    | Sébastien Fraga           | Yamaha              |                                |                                |                    |                    |                      |                      |                   |                       |                       |                      | 25                             | 0    |
| -    | Manou Antweiler           | H43                 |                                |                                |                    |                    |                      |                      |                   |                       |                       |                      | Rit                            | 0    |
| -    | Diego Carbó               | Yamaha              |                                |                                | Rit                | Rit                |                      |                      | Rit               |                       |                       |                      |                                | 0    |
| -    | Xavier Pinsach            | Tech 3              | Rit                            | Rit                            | NP                 | NP                 |                      |                      |                   |                       |                       |                      |                                | 0    |
| -    | Paul Curran               | Speed Up            | Rit                            | NP                             |                    |                    |                      |                      |                   |                       |                       |                      |                                | 0    |
| -    | Federico Menozzi          | Kalex               |                                |                                |                    |                    |                      |                      |                   |                       |                       |                      | NQ                             | 0    |
| Pos. | Pilota                    | Moto                | Comunità Valenciana (bandiera) | Comunità Valenciana (bandiera) | Aragona (bandiera) | Aragona (bandiera) | Catalogna (bandiera) | Catalogna (bandiera) | Spagna (bandiera) | Portogallo (bandiera) | Portogallo (bandiera) | Andalusia (bandiera) | Comunità Valenciana (bandiera) | P.ti |

| Legenda | 1º posto        | 2º posto            | 3º posto           | A punti      | Senza punti        | Grassetto – Pole position Corsivo – Giro più veloce |
| Legenda | Gara non valida | Non qual./Non part. | Ritirato/Non class | Squalificato | '-' Dato non disp. | Grassetto – Pole position Corsivo – Giro più veloce |

#### Piloti Stock 600
| Pos. | Pilota              | Moto             | Comunità Valenciana (bandiera) | Comunità Valenciana (bandiera) | Aragona (bandiera) | Aragona (bandiera) | Catalogna (bandiera) | Catalogna (bandiera) | Spagna (bandiera) | Portogallo (bandiera) | Portogallo (bandiera) | Andalusia (bandiera) | Comunità Valenciana (bandiera) | P.ti |
| ---- | ------------------- | ---------------- | ------------------------------ | ------------------------------ | ------------------ | ------------------ | -------------------- | -------------------- | ----------------- | --------------------- | --------------------- | -------------------- | ------------------------------ | ---- |
| 1    | Ivo Lopes           | Kawasaki         | 4                              | 2                              | 1                  | 1                  | Rit                  | 3                    | 3                 | 1                     | 1                     | 1                    | NP                             | 190  |
| 2    | Thibaut Gourin      | Yamaha           | Rit                            | 3                              | 3                  | NP                 | 2                    | 2                    | 2                 | 3                     | 2                     | 2                    | 4                              | 161  |
| 3    | Rafid Topan Sucipto | Honda e Kawasaki |                                |                                |                    |                    | 1                    | 1                    | 1                 | 2                     | Rit                   |                      |                                | 95   |
| 4    | Jacopo Cretaro      | Yamaha           | 1                              | 1                              | 2                  | NP                 |                      |                      |                   |                       |                       | 3                    |                                | 86   |
| 5    | Alexey Ivanov       | Yamaha           | 2                              | 4                              |                    |                    |                      |                      |                   |                       |                       |                      |                                | 33   |
| 6    | Paul Dofour         | Yamaha           |                                |                                |                    |                    | 3                    | 4                    |                   |                       |                       |                      | Rit                            | 29   |
| 7    | Alexis González     | Kawasaki         | 3                              | NP                             |                    |                    | 4                    | Rit                  |                   |                       |                       |                      |                                | 29   |
| 8    | Borja Quero         | Yamaha           |                                |                                |                    |                    |                      |                      |                   |                       |                       |                      | 1                              | 25   |
| 9    | Adrián Menchén      | Yamaha           |                                |                                |                    |                    |                      |                      |                   |                       |                       |                      | 2                              | 20   |
| 10   | Miquel Pons         | Kawasaki         |                                |                                |                    |                    |                      |                      |                   |                       |                       |                      | 3                              | 16   |
| 11   | Roman Fischer       | Kawasaki         |                                |                                |                    |                    |                      |                      |                   | Rit                   | 3                     |                      |                                | 16   |
| 12   | Sébastien Fraga     | Yamaha           |                                |                                |                    |                    |                      |                      |                   |                       |                       |                      | 5                              | 11   |
| 13   | Anton Eremin        | Yamaha           | Rit                            | 5                              |                    |                    |                      |                      |                   |                       |                       |                      |                                | 11   |
| NC   | Diego Carbó         | Yamaha           |                                |                                | Rit                | Rit                |                      |                      | Rit               |                       |                       |                      |                                | 0    |
| Pos. | Pilota              | Moto             | Comunità Valenciana (bandiera) | Comunità Valenciana (bandiera) | Aragona (bandiera) | Aragona (bandiera) | Catalogna (bandiera) | Catalogna (bandiera) | Spagna (bandiera) | Portogallo (bandiera) | Portogallo (bandiera) | Andalusia (bandiera) | Comunità Valenciana (bandiera) | P.ti |

| Legenda | 1º posto        | 2º posto            | 3º posto           | A punti      | Senza punti        | Grassetto – Pole position Corsivo – Giro più veloce |
| Legenda | Gara non valida | Non qual./Non part. | Ritirato/Non class | Squalificato | '-' Dato non disp. | Grassetto – Pole position Corsivo – Giro più veloce |

#### Costruttori
Possono riscontrarsi delle diversità tra i piazzamenti di alcuni piloti nella classifica Moto2 e il piazzamento della relativa motocicletta tra i costruttoriː ciò è dovuto al fatto che le due classifiche vengono stilate con criteri differenti. Se tra i piloti viene stilata una classifica complessiva di tutti i partecipanti, a prescindere dalla tipologia del mezzo utilizzato, per i costruttori vengono stilate due classifiche separateː una per le sole Moto2, una per le sole Stock600.
| Pos. | Costruttore   | Comunità Valenciana (bandiera) | Comunità Valenciana (bandiera) | Aragona (bandiera) | Aragona (bandiera) | Catalogna (bandiera) | Catalogna (bandiera) | Spagna (bandiera) | Portogallo (bandiera) | Portogallo (bandiera) | Andalusia (bandiera) | Comunità Valenciana (bandiera) | P.ti |
| ---- | ------------- | ------------------------------ | ------------------------------ | ------------------ | ------------------ | -------------------- | -------------------- | ----------------- | --------------------- | --------------------- | -------------------- | ------------------------------ | ---- |
| 1    | Kalex         | 1                              | 1                              | 1                  | 1                  | 2                    | 1                    | 1                 | 1                     | 1                     | 2                    | 1                              | 265  |
| 2    | NTS           | 3                              | 2                              | 3                  | 2                  | Rit                  | NP                   | 3                 | 3                     | 2                     | 1                    | 4                              | 162  |
| 3    | Tech 3        | 12                             | 9                              | 4                  | 4                  | 4                    | 7                    | 11                | 4                     | 4                     | 4                    | 5                              | 114  |
| 4    | Transfiormers | 7                              | 15                             |                    |                    | 1                    | 2                    |                   |                       |                       |                      | 3                              | 71   |
| 5    | Suter         | 5                              | 5                              | 8                  | 9                  | 16                   | 12                   | 7                 | 16                    | 13                    | 15                   | 13                             | 57   |
| 6    | H43           | 8                              | 6                              | 15                 | 18                 | Rit                  | 16                   | 14                | 10                    | 11                    |                      | Rit                            | 32   |
| 7    | MIR Racing    | 13                             | 8                              |                    |                    | 13                   | 18                   | 12                | 17                    | Rit                   | Rit                  | 14                             | 20   |
| 8    | FTR           | 17                             | Rit                            | 12                 | 14                 | 14                   | 19                   | 15                | 18                    | 17                    | 22                   | Rit                            | 9    |
| 9    | MVR           |                                |                                | 18                 | 20                 | 15                   | 20                   | 21                |                       |                       | 14                   |                                | 3    |
| NC   | Ariane        | 18                             | 18                             | Rit                | NP                 | 17                   | 22                   |                   |                       |                       | 21                   | Rit                            | 0    |
| -    | Speed Up      | Rit                            | NP                             |                    |                    |                      |                      |                   |                       |                       |                      |                                | 0    |

#### Costruttori Stock 600[6]
| Pos. | Costruttore | Comunità Valenciana (bandiera) | Comunità Valenciana (bandiera) | Aragona (bandiera) | Aragona (bandiera) | Catalogna (bandiera) | Catalogna (bandiera) | Spagna (bandiera) | Portogallo (bandiera) | Portogallo (bandiera) | Andalusia (bandiera) | Comunità Valenciana (bandiera) | P.ti |
| ---- | ----------- | ------------------------------ | ------------------------------ | ------------------ | ------------------ | -------------------- | -------------------- | ----------------- | --------------------- | --------------------- | -------------------- | ------------------------------ | ---- |
| 1    | Kawasaki    | 2                              | 2                              | 1                  | 1                  | 4                    | 3                    | 3                 | 1                     | 1                     | 1                    | 3                              | 226  |
| 2    | Yamaha      | 1                              | 1                              | 2                  | Rit                | 2                    | 2                    | 2                 | 3                     | 2                     | 2                    | 1                              | 211  |
| 3    | Honda       |                                |                                |                    |                    | 1                    | 1                    | 1                 |                       |                       |                      |                                | 75   |

### CEV Superbike

#### Piloti
| Pos. | Pilota                  | Moto     | Comunità Valenciana (bandiera) | Aragona (bandiera) | Aragona (bandiera) | Catalogna (bandiera) | Spagna (bandiera) | Spagna (bandiera) | Portogallo (bandiera) | Portogallo (bandiera) | Andalusia (bandiera) | Andalusia (bandiera) | Comunità Valenciana (bandiera) | P.ti |
| ---- | ----------------------- | -------- | ------------------------------ | ------------------ | ------------------ | -------------------- | ----------------- | ----------------- | --------------------- | --------------------- | -------------------- | -------------------- | ------------------------------ | ---- |
| 1    | Carmelo Morales         | Yamaha   | Rit                            | 1                  | 1                  | 1                    | 2                 | 1                 | 1                     | 1                     | 1                    | 1                    | 2                              | 240  |
| 2    | Maximilian Scheib       | BMW      | 1                              | 3                  | 2                  | 2                    | 1                 | 9                 | 2                     | 2                     | 2                    | 2                    | 1                              | 218  |
| 3    | Alejandro Medina        | Yamaha   | 2                              |                    |                    | 3                    | 4                 | 3                 | 3                     | 3                     | 4                    | 4                    | 9                              | 130  |
| 4    | Anthony Delhalle        | Suzuki   | 4                              | 4                  | 4                  |                      | 3                 | 2                 |                       |                       | 3                    | 3                    | 7                              | 116  |
| 5    | Pierre Texier           | Kawasaki | 8                              | 8                  | 6                  | Rit                  | 5                 | 4                 | 5                     | 4                     | 6                    | Rit                  | 10                             | 90   |
| 6    | Nico Mäkinen            | Yamaha   | 5                              | 5                  | Rit                |                      | 6                 | 7                 | 8                     | 7                     | 7                    | 6                    | NP                             | 77   |
| 7    | Eeki Kuparinen          | Kawasaki | 13                             | Rit                | 8                  | 5                    | 7                 | 6                 | 4                     | 6                     | 11                   | 11                   |                                | 74   |
| 8    | Oscar Sanchis           | Yamaha   | 7                              | 6                  | 6                  | 4                    | Rit               | NP                |                       |                       | 10                   | 7                    | 13                             | 61   |
| 9    | Thiago Megalhães        | Kawasaki | 14                             | 9                  | 11                 | 9                    | 10                | 8                 | 7                     | 9                     | 15                   | 13                   |                                | 55   |
| 10   | Santiago Barragán       | BMW      | 3                              | 2                  | 3                  |                      |                   |                   |                       |                       |                      |                      |                                | 52   |
| 11   | Guillermo Llano         | Yamaha   | 9                              | 11                 | 9                  | 12                   | Rit               | 10                | 10                    | 8                     | 13                   | 10                   | Rit                            | 52   |
| 12   | Chris Cotton Russell    | Suzuki   | 11                             | 10                 | 12                 | Rit                  | 8                 | 11                | 9                     | Rit                   | 12                   | 9                    | Rit                            | 46   |
| 13   | Ole Bjørn Plassen       | Ducati   | NP                             | Rit                | 7                  | 7                    | Rit               | NP                |                       |                       | 8                    | 8                    | 6                              | 44   |
| 14   | Marcos Solorza          | BMW      |                                |                    |                    |                      |                   |                   | 6                     | 5                     | 5                    | 5                    |                                | 43   |
| 15   | Roberto Blazquez        | BMW      | 15                             | Rit                | 14                 | 10                   | 9                 | 12                | 11                    | 10                    | 14                   | 12                   | 15                             | 38   |
| 16   | Diego Pierluigi         | Yamaha   | 12                             | 7                  | Rit                | 6                    | Rit               | 5                 |                       |                       |                      |                      |                                | 34   |
| 17   | Michael Møller Pedersen | Aprilia  | Rit                            | 13                 | 13                 | 11                   | Rit               | 13                | 13                    | 12                    | 16                   | 14                   | 19                             | 23   |
| 18   | Christophe Ponsson      | Yamaha   |                                |                    |                    |                      |                   |                   |                       |                       |                      |                      | 3                              | 16   |
| 19   | Naomichi Uramoto        | Suzuki   |                                |                    |                    |                      |                   |                   |                       |                       |                      |                      | 4                              | 13   |
| 20   | Mika Höglund            | Yamaha   | 16                             | 15                 | 16                 | 13                   | 13                | 15                | 15                    | 16                    |                      |                      | 18                             | 12   |
| 21   | Alex Maurin             | Yamaha   |                                |                    |                    |                      |                   |                   |                       |                       |                      |                      | 5                              | 11   |
| 22   | Philippe Le Gallo       | Yamaha   | 17                             | 16                 | 17                 | 14                   | 11                | Rit               | 14                    | 14                    | 18                   | 16                   | 21                             | 11   |
| 23   | Adrian Bonastre         | BMW      | 6                              |                    |                    |                      |                   |                   |                       |                       |                      |                      |                                | 10   |
| 24   | Thierry Mulot           | Ducati   |                                | 12                 |                    |                      |                   |                   |                       |                       | Rit                  | NP                   |                                | 10   |
| 25   | Ricardo Lopes           | Kawasaki |                                |                    |                    |                      |                   |                   | 12                    | 11                    |                      |                      |                                | 9    |
| 26   | Fabrizio Perotti        | Kawasaki |                                |                    |                    |                      |                   |                   |                       |                       |                      |                      | 8                              | 8    |
| 27   | Lucas De Ulacia         | Kawasaki |                                |                    |                    | 8                    |                   |                   |                       |                       |                      |                      |                                | 8    |
| 28   | Alex Schacht            | Ducati   |                                |                    |                    |                      |                   |                   |                       |                       | 9                    | Rit                  |                                | 7    |
| 29   | Juan Luis Ortiz         | Kawasaki |                                |                    |                    |                      | 12                | 14                | 16                    | Rit                   | 17                   | 15                   | 20                             | 7    |
| 30   | Pedro Rodríguez         | BMW      | 10                             |                    |                    |                      |                   |                   |                       |                       |                      |                      | NP                             | 6    |
| 31   | Ash Beech               | BMW      |                                |                    |                    |                      |                   |                   |                       |                       |                      |                      | 11                             | 5    |
| 32   | Rafid Topan Sucipto     | Kawasaki |                                |                    |                    |                      |                   |                   |                       |                       |                      |                      | 12                             | 4    |
| 33   | Valter Patronen         | BMW      |                                | 14                 | 15                 |                      |                   |                   |                       |                       |                      |                      |                                | 3    |
| 34   | Javier Alviz            | Kawasaki |                                |                    |                    |                      |                   |                   |                       |                       |                      |                      | 14                             | 2    |
| NC   | Mathieu Dumas           | Yamaha   |                                |                    |                    |                      |                   |                   |                       |                       |                      |                      | 16                             | 0    |
| -    | Piers Hutchins          | BMW      |                                |                    |                    |                      |                   |                   |                       |                       |                      |                      | 17                             | 0    |
| -    | Eric Morillas           | Yamaha   |                                |                    |                    |                      |                   |                   |                       |                       |                      |                      | Rit                            | 0    |
| -    | Mike Booth              | BMW      |                                |                    |                    |                      |                   |                   |                       |                       |                      |                      | Rit                            | 0    |
| -    | Rob McNealy             | BMW      |                                |                    |                    |                      |                   |                   |                       |                       |                      |                      | Rit                            | 0    |
| -    | Ryan Gibson             | Yamaha   |                                |                    |                    |                      |                   |                   |                       |                       |                      |                      | Rit                            | 0    |
| -    | Benjamin Colliaux       | Yamaha   |                                |                    |                    |                      |                   |                   |                       |                       |                      |                      | Rit                            | 0    |
| -    | David McFadden          | Kawasaki |                                |                    |                    |                      |                   |                   | Rit                   | Rit                   |                      |                      |                                | 0    |
| -    | Angel Rodríguez         | Kawasaki |                                |                    |                    | Rit                  |                   |                   |                       |                       |                      |                      |                                | 0    |
| -    | Marc Lopez              | -        |                                |                    |                    | Rit                  |                   |                   |                       |                       |                      |                      |                                | 0    |
| Pos. | Pilota                  | Moto     | Comunità Valenciana (bandiera) | Aragona (bandiera) | Aragona (bandiera) | Catalogna (bandiera) | Spagna (bandiera) | Spagna (bandiera) | Portogallo (bandiera) | Portogallo (bandiera) | Andalusia (bandiera) | Andalusia (bandiera) | Comunità Valenciana (bandiera) | P.ti |

| Legenda | 1º posto        | 2º posto            | 3º posto           | A punti      | Senza punti        | Grassetto – Pole position Corsivo – Giro più veloce |
| Legenda | Gara non valida | Non qual./Non part. | Ritirato/Non class | Squalificato | '-' Dato non disp. | Grassetto – Pole position Corsivo – Giro più veloce |

#### Costruttori[6]
| Pos. | Costruttore | Comunità Valenciana (bandiera) | Aragona (bandiera) | Aragona (bandiera) | Catalogna (bandiera) | Spagna (bandiera) | Spagna (bandiera) | Portogallo (bandiera) | Portogallo (bandiera) | Andalusia (bandiera) | Andalusia (bandiera) | Comunità Valenciana (bandiera) | P.ti |
| ---- | ----------- | ------------------------------ | ------------------ | ------------------ | -------------------- | ----------------- | ----------------- | --------------------- | --------------------- | -------------------- | -------------------- | ------------------------------ | ---- |
| 1    | Yamaha      | 2                              | 1                  | 1                  | 1                    | 2                 | 1                 | 1                     | 1                     | 1                    | 1                    | 2                              | 260  |
| 2    | BMW         | 1                              | 2                  | 2                  | 2                    | 1                 | 9                 | 2                     | 2                     | 2                    | 2                    | 1                              | 222  |
| 3    | Suzuki      | 4                              | 4                  | 4                  | Rit                  | 3                 | 2                 | 9                     | Rit                   | 3                    | 3                    | 4                              | 127  |
| 4    | Kawasaki    | 8                              | 8                  | 6                  | 5                    | 5                 | 4                 | 4                     | 4                     | 6                    | 11                   | 8                              | 110  |
| 5    | Ducati      | NP                             | 12                 | 7                  | 7                    | Rit               | NP                |                       |                       | 8                    | 8                    | 6                              | 48   |
| 6    | Aprilia     | Rit                            | 13                 | 13                 | 11                   | Rit               | 13                | 13                    | 12                    | 16                   | 14                   | 19                             | 23   |

## Sistema di punteggio
| Pos.  | 1  | 2  | 3  | 4  | 5  | 6  | 7 | 8 | 9 | 10 | 11 | 12 | 13 | 14 | 15 | 16> |
| Punti | 25 | 20 | 16 | 13 | 11 | 10 | 9 | 8 | 7 | 6  | 5  | 4  | 3  | 2  | 1  | 0   |